# 柔毛益母草
柔毛益母草（学名：Leonurus villosissimus）为唇形科益母草属下的一个种。